# Ecomuseo Val San Martino
L'Ecomuseo Val San Martino è un ecomuseo istituito nel 2007 che si sviluppa lungo il territorio della Valle San Martino tra la provincia di Lecco e la provincia di Bergamo.

## Collezione

### Calolziocorte
- Giardino botanico Villa de Ponti
- Chiesa di San Lorenzo Vecchio
- Monastero di Santa Maria del Lavello
- Sistema di villini eclettici con giardini
- Castello di Rossino
- Centro storico di Rossino
- Casa-torre in località Caversano
- Maglio Offredi in località Tovo
- Fabbrica Sali di Bario detto Fabricù
- Altura detta Munt de Gröm

### Caprino Bergamasco
- Biblioteca Mandamentale
- Chiesa parrocchiale di San Biagio
- Chiesa dell’Assunta di Celana
- Chiesa di Sant’Antonio d’Adda
- Giardino Vimercati/Sozzi delle Suore Canossiane
- Museo di storia naturale del Collegio Convitto di Celana
- Centro storico di Caprino

### Cisano Bergamasco
- Chiesa di Santo Stefano di Villasola
- Chiesa di San Gregorio
- Chiesina romanica di San Zenone
- Il Castello
- La via dei Mulini lungo il torrente Sonna

### Carenno
- Museo di Ca' Martì
- Oratorio di San Domenico
- Sistema di roccoli del Pertüs
- Centro storico di Carenno
- Torre detta “di Tuzzano Rota”
- Fienili in località Posària
- Nucleo storico di Colle di Sogno
- Faggeta del Pertüs
- Complesso dell’ex convento del Pertüs

### Erve
- Nesolio
- Centraline idroelettriche sul torrente Gallavesa
- Strada carrozzabile (1911)

### Monte Marenzo
- Centro storico di Butto Inferiore
- Nucleo di Costa
- Complesso dell’ex filanda Baracchetti
- Casa Corazza
- Altura terrazzata detta “Scarlaccio”

### Pontida
- Abbazia di Pontida
- Odiago
- Borgo del Monte Canto

### Torre de' Busi
- Complesso religioso di San Michele
- Oratorio di Santa Margherita e annessa area archeologica
- Centro storico di Favirano
- Nucleo di Casarola

### Vercurago
- Castello dell'Innominato
- Sacro Monte di Somasca
- Museo della Beata Caterina Cittadini
- Centro storico di Somasca